# شهرک صنعتی مراغه
شهرک صنعتی مراغه یکی از شهرک‌های صنعتی استان آذربایجان شرقی است که در ۸ کیلومتری شهر مراغه واقع شده‌است.